# ナナイロスマイル
『ナナイロスマイル』はcuneの2枚目のアルバム。

## 収録曲
1. 東京 (3:31)[1]
作詞:小林亮三
作曲:cune
編曲:cune・佐久間正英
2. カノン (5:14)[1]
作詞・作曲:小林亮三
編曲:cune・亀田誠治
6thシングル。
3. ピクニック (3:31)[1]
作詞・作曲:小林亮三
編曲:cune・佐久間正英
4. LION SEVENTEEN (album version) (3:44)[1]
作詞・作曲:小林亮三
編曲:cune・亀田誠治
5thシングルのアルバムバージョン。
5. Dramtic Exotic Automatic (3:07)[1]
作詞・作曲:小林亮三
編曲:cune・佐久間正英
6. Party Boy,Party Girl (3:43)[1]
作詞:小林亮三
作曲:生熊耕治・小林亮三
編曲:cune・佐久間正英
7. そばにいてよ (4:21)[1]
作詞・作曲:小林亮三
編曲:cune・佐久間正英
8. SQUALL (4:03)[1]
作詞・作曲:小林亮三
編曲:cune
5thシングルのカップリング曲。
9. 青空 (4:54)[1]
作詞・作曲:小林亮三
編曲:cune・亀田誠治
4thシングル。
10. 暁 (4:40)[1]
作詞・作曲:生熊耕治
編曲:cune・佐久間正英